# Фаунтлерой, Седрик
Седрик Эррол Фаунтлерой (1891—1973) — американский пилот; в 1919 году вызвался служить в ВВС Польши во время Советско-польской войны. Возглавил группу пилотов-добровольцев, известную как «эскадрилья Костюшко».
Родился недалеко от Натчеза, штат Миссисипи. Во время Первой мировой войны служил на Западном фронте в составе 94-й истребительной эскадрильи Эдди Рикенбакера.
В 1919 году по приглашению своего товарища-ветерана Мериана Купера присоединился к 7-й воздушной эскадрилье, где стал одним из лучших пилотов. В сентябре 1919 года группа американских добровольцев была официально названа «эскадрильей Костюшко» в честь польско-американского героя Тадеуша Костюшко. Получил звание полковника и был награждён высшей военной наградой Польши — Virtuti Militari и четырежды — Крестом Отваги.